# Passiflora plumosa
Passiflora plumosa är en passionsblomsväxtart som beskrevs av C. Feuillet och G. Cremers. Passiflora plumosa ingår i släktet passionsblommor, och familjen passionsblomsväxter. Inga underarter finns listade i Catalogue of Life.